# Aisha el Gadafi
Aisha el Gadafi o Ayesha el Gadafi (en árabe: عائشة القذافي‎, n. 25 de diciembre de 1976) es la única hija del exlíder de Libia Muamar el Gadafi y de su segunda esposa Safia Farkash.

## Biografía
Abogada de profesión, en julio de 2004, tomo popularidad independiente al unirse al bufete de abogados del depuesto político iraquí Saddam Hussein.
También poseía un alto rango militar dentro de la Yamahiriya; había sido nombrada teniente coronel. No obstante, según los libios, este cargo era sólo uno de los favoritismos que solía tener Gadafi con sus hijos.
Preside al grupo de caridad "Wa Ittassimou" (en árabe: وإعتصموا), quienes surgieron en defensa de Muntazer al Zaidi, conocido por haberle lanzado un zapato al expresidente de los Estados Unidos George W. Bush.
Fue Embajadora de la Paz por las Naciones Unidas hasta su destitución en febrero de 2011 con motivo de la Resolución 1970 del Consejo de Seguridad de las Naciones Unidas contra el régimen de su padre.

## La guerra en Libia
Durante la rebelión en Libia de 2011 Aisha manifestó en repetidas ocasiones su apoyo a la Yamahiriya y realizó varios discursos contra la OTAN, a la que acusaba de querer colonizar Libia. También denunció a esta misma organización a causa de la muerte de su hermano Saif al Arab, que fue asesinado en el bombardeo de una instalación militar en la que se escondía.

En un principio, Aisha permaneció en Libia y se instaló en el complejo de su padre, Bab al-Azizia. No obstante el 29 de agosto de 2011, cuando los rebeldes ocupan Trípoli, habiendo tomado además su propia casa, decide marcharse a Argelia con sus hermanos Mohamed y Hanibal, además de junto a su madre. Según la agencia de noticias egipcia Mena, Aisha salió de Libia en un convoy de seis coches blindados. Más tarde, el representante argelino en la ONU confirmó que había llegado a su país a través de la ciudad fronteriza de Ghadames a las 8:45 hora local.

Al día siguiente, en la región argelina de Djanet, Aisha daría a luz a su hija Safia. Este embarazo les sirvió de pretexto a ella y a su familia para permanecer en el país, puesto que acogerla estando embarazada se consideró únicamente como una cuestión humanitaria.

Algunos medios informan que planea abandonar Argelia y exiliarse en Venezuela, debido a la estrecha relación que unía a Gadafi con Hugo Chávez.
Ahora, tras la muerte de su padre, Aisha critica fuertemente desde Argelia al Consejo Nacional de Transición mediante mensajes de audio, instigando a los gadafistas a alzarse en armas contra el nuevo gobierno y luchar por restablecer la Gran Yamahiriya Árabe Libia Popular Socialista.
Por estas polémicas declaraciones, que violan el principio de hospitalidad por el que había sido acogida en Argelia, el ministro de Relaciones Exteriores argelino Mourad Medelci ha dicho que estos mensajes, que considera "inaceptables", tendrán consecuencias, sin especificar cuales.

## Vida privada
Aisha estaba casada con un primo de su padre, Ahmed Gadafi al-Qashi, quien era coronel antes de la caída del régimen en 2011. Con él tuvo un total de 4 hijos, incluido al argelino a quien dio a luz estando en exilio.